# Сэвил, Джон, 2-й граф Мексборо
Джон Сэвил, 2-й граф Мексборо (англ. John Savile, 2st Earl of Mexborough; 8 апреля 1761 — 3 февраля 1830) британский пэр и политик. Он носил титул учтивости — виконт Поллингтон с 1766 по 1778 год.

## Биография
Родился 8 апреля 1761 года. Старший сын Джона Сэвила, 1-го графа Мексборо (1719—1778), и Сары Сэвил, урожденной Делаваль (1742—1821).
17 февраля 1778 года после смерти отца Джон Сэвил унаследовал титулы 2-го графа Мексборо из Лиффорда в графстве Донегол (Пэрство Ирландии), 2-го виконта Поллингтона из Фернса в графстве Уэксфорд (Пэрство Ирландии) и 2-го барона Поллингтона из Лонгфорда в графстве Лонгфорд (Пэрство Ирландии). Но, так это были ирландские пэрства, они не давали ему права на место в Палате лордов Великобритании, хотя они и давали ему место в Ирландской палате лордов.
С 1808 по 1812 год лорд Мексборо заседал в Палате общин Великобритании от Линкольна.
30 сентября 1782 года лорд Мексборо женился на Элизабет Стивенсон (1762 — 7 июня 1821), дочери Генри Стефенсона и Алисы Стивенсон. Элизабет умерла в 1821 году и похоронена в церкви в Метли. У супругов было двое детей:
- Джон Сэвил, 3-й граф Мексборо (3 июля 1783 — 25 декабря 1860)[1], преемник отца.
- Леди Сара Элизабет Сэвил (4 февраля 1786 — 30 января 1851)[1], 1-й муж с 1807 года — Джон Джордж Монсон, 4-й барон Монсон из Бертона (1785—1809), от брака с которым у неё был один сын; 2-й муж с 1816 года — Генри Ричард Гревилл, 3-й граф Уорик (1779—1853), от брака с которым у неё также был один сын.

Лорд Мексборо скончался в феврале 1830 года в возрасте 68 лет, и ему наследовал его единственный сын Джон Сэвил, 3-й граф Мексборо.